# Pterogoniella homalophylla
Pterogoniella homalophylla là một loài rêu trong họ Sematophyllaceae. Loài này được (Besch.) A. Jaeger ex Paris mô tả khoa học đầu tiên năm 1898.